# Axbridge
Axbridge è una città nel Somerset, in Inghilterra, situata nel distretto di Sedgemoor sul fiume Axe, vicino al margine meridionale dei Colli Mendip. La popolazione secondo il censimento del 2001 era di 2 024 abitanti.